# Rio Onsella
O rio Onsella é um rio localizado no norte da Espanha. É um afluente do rio Aragón e nasce na área pertencente ao município de Longás, comarca das Cinco Villas e província de Zaragoza; em Fontmayor, fonte situada no monte Santo Domingo. Lá recebe o afluxo da Fuente de los Berros, atravessa o desfiladeiro de Fazillón y d'arogatas antes de passar pelo Valdonsella (ou vale do rio Onsella) durante 45 quilômetros para finalmente desembocar no rio Aragón, na localidade de Sangüesa (Navarra). 
Passa pelos municípios de Longás, Lobera de Onsella, Isuerre, Urriés, Navardún, Sos del Rey Católico y Sangüesa.
No passado, era utilizado para fazer descer os troncos das árvores que eram cortadas na Serra de Santo Domingo. Também se aproveitava seu curso para produzir eletricidade através de uma central elétrica que ainda pode ser observada em estado de quase ruína.

## Origem etimológica
Tanto o nome do vale (Val d'Onsella em aragonês) como o do rio fazem referência a uma possível abundância de ursos (onsos em aragonês) em tempos passados. 

## Nível de Proteção
O vale do rio Onsella foi declarado Zona de Proteção Especial de Aves e Lugar de Importância Comunitária. 